# Уфимский скоростной трамвай
Уфимский скоростной трамвай — проектируемая с 2012 года скоростная система легкорельсового транспорта в городе Уфе на базе существующей сети Уфимского трамвая как альтернатива отменённому в 2006 году проекту Уфимского метрополитена, а также как часть транспортной системы города вместе с Уфимской городской электричкой.

## История
В 2012 году озвучена идея вновь соединить трамвайной линией Уфу с Черниковкой, линия до которой которая была демонтирована в 2008 году на участке проспекта Октября. Администрация города Уфы заказала проект новой системы трамвая города ЗАО «Промтрансстрой», МУЭТ города Уфы взял кредит суммой порядка 900 млн рублей.
В 2013 году проходил экспертизу проект линий скоростного трамвая. Начало строительства запланировано весной 2013 года. Стоимость одного вагона составляла 17 млн рублей.
Первая очередь проекта предполагала соединение существующих северной и южной трамвайных систем путём прокладывания новой линии в лесопарке западного склона Уфы вдоль улицы Блюхера, на которой запроектированы семь станций, три из которых выполняют роль транспортно-пересадочных узлов с системой городского автотранспорта, а одна связана пешеходным переходом с остановочным пунктом пригородной железной дороги 1629 км. Участок вдоль парка имени Мажита Гафури должен был пройти по эстакаде длиной 1,1 км, а часть линии — под проспектом Октября в тоннеле длиной 72 м. Срок реализации — 2015 год. Ориентировочная стоимость — 1,5–2 млрд рублей. Администрация города Уфы утверждала, что по проспекту Октября вновь пустить трамвайные пути невозможно.
Вторая очередь проекта предполагала увеличение пропускной способности линии и расширение радиуса охвата населения за счёт прохождения параллельно проспекту Октября: бо́льшая часть линии должна была пройти по эстакаде вдоль Комсомольской и Российской улиц. На линии запроектированы 14 станций, каждая из которых образовывала узлы с уже существующими остановками транспорта. Реализацию второй очереди планировалось начать после успешного завершения строительства первой.
В апреле 2013 года строительство линии скоростного трамвая было остановлено из-за незаконной вырубки просеки в лесопарке западного склона Уфы. 24 апреля 2013 состоялись общественные слушания проекта скоростного трамвая Уфы. 30 апреля 2013 года строительство линии скоростного трамвая остановлено по решению Президента Республики Башкортостан Рустэма Хамитова.
В 2016 году поиски инвестора начаты вновь. От прокладывания линии Госцирк — улица Блюхера — Трамвайная улица отказались, вместо неё линия запроектирована по Комсомольской и Российской улицам. Ориентировочная стоимость — 2 млрд рублей.
В 2017 году Министерство транспорта и дорожного хозяйства Республики Башкортостан заказал Санкт-Петербургскому институту транспортных систем разработку моделей организации пассажирских перевозок Уфы. Ориентировочная стоимость — 6–7 млрд рублей.
В 2018 году ГКУ «Транспортная дирекция Республики Башкортостан» занималась проектом скоростного трамвая и поиском инвестора
В 2019 году найден инвестор. Ориентировочная стоимость проекта не должна составить 15–17 млрд рублей.
В 2020 году, согласно разрабатываемому Институтом Генплана Москвы генеральному плану Уфы до 2040 года, в проект скоростного трамвая добавлены линии для соединения с микрорайонами Инорс и Сипайлово, до Телецентра и набережной реки Белой с существующей трамвайной сетью, с перспективой расширения до Дёмы, Затона и Максимовки. При этом протяжённость трамвайных линий предполагается увеличить с 35,4 до 119,5 км, а на Комсомольской и Российской улицах трамвайные линий размещены не будут.
В 2020 году стоимость первого этапа модернизации трамвайной системы проекта скоростного трамвая оценена в 25 млрд рублей, из них, на закупку 60 новых трамваев — 5,26 млрд рублей, строительство двух депо — 3,4 млрд рублей, прокладка новых путей — 16,34 млрд рублей. 
19 марта 2020 года с АО «Синара — транспортные машины» подписано 5-летнее соглашение по развитию электротранспорта в Уфе. Новый срок реализации проекта — 2024 год, к 450-летию города Уфы. С 30 марта 2020 года началось тестирование нового вагона скоростного трамвая.
В августе 2020 года Глава Республики Башкортостан Радий Хабиров поддержал планы Администрации города Уфы по строительству трамвайных путей на Российской улице.

## Критика
В 2012 году Администрация города Уфы заказала и оплатила проект новой системы трамвая города, а МУЭТ города Уфы взял кредит суммой порядка 900 млн рублей, при том, что проект тогда не был реализован.
4 апреля 2013 года, под видом санитарной рубки, МУП «Горзеленхоз» начал вырубку просеки в лесопарке западного склона Уфы, для строительства трамвайной линии Госцирк — улица Блюхера — Трамвайная улица. Проживающие в близлежащих домах по бульвару Славы жильцы остановили вырубку возле лесопосадок сосен в тот же день. Данная вырубка вызвала общественный резонанс с требованием горожан проверить проект прокуратурой, так общественные слушания по проекту скоростного трамвая должны были пройти только 24 апреля 2013 года. Прокуратура Республики Башкортостан оценила ущерб в 408 тыс. рублей по факту незаконной рубки лесных насаждений. В связи с данным инцидентом, 30 апреля 2013 года строительство линии скоростного трамвая остановлено по решению Президента Республики Башкортостан Рустэма Хамитова.
В 2018 году блогером Ильёй Варламовым подвергся критике весь общественный транспорт Уфы, в том числе, трамвайная сеть города.